# دان ك. مكنيل
دان ك. مكنيل (بالإنجليزية: Dan K. McNeill)‏ هو عسكري أمريكي، ولد في 23 يوليو 1946 في وارسو في الولايات المتحدة.